# انجی عبدالله
انجی عبدالله (عربی مصری: إنجي عبدالله؛ زادهٔ ۱۹۸۰) هنرپیشه اهل مصر است. او برنده عنوان ملکه زیبایی مصر در سال ۱۹۹۹ شده‌است.